# Kurilo Point
Kurilo Point är en udde i Antarktis. Den ligger i Sydshetlandsöarna. Argentina, Chile och Storbritannien gör anspråk på området.
Terrängen inåt land är platt åt nordväst, men åt sydväst är den kuperad. Havet är nära Kurilo Point åt nordost. Trakten är obefolkad. Det finns inga samhällen i närheten. 